# 何典
《何典》，又名《十一才子書·鬼話連篇錄》，是清代用吳語和官話撰寫的借鬼說事的諷刺小說，被稱為天下奇書之一。作者為上海人張南莊，題簽中名為「過路人」；由「纏夾二先生」（陳得仁）評。在五四新文化運動中，此書得到新文化運動名家的推崇。
刘半农极推崇《何典》的理由之一是「善用俚言土语」。鲁迅曾经为《何典》作序。

## 最早的上海话文字资料
何典是迄今我们所能见到的最早的上海话文字资料，《何典》全文用夹杂官话及上海话写成，是一种上海话小说体，充滿上海方言口语的成语、俗谚、词汇及惯用说法，提供考察200年前的上海话面貌实据。